# Chikkasandra, Bangalore North
Chikkasandra là một làng thuộc tehsil Bangalore North, huyện Bangalore Urban, bang Karnataka, Ấn Độ.